# Gare de Montlouis
Gare de Montlouis vasútállomás Franciaországban, Montlouis-sur-Loire településen.

## Vasútvonalak
Az állomást az alábbi vasútvonalak érintik:
- Párizs–Bordeaux-vasútvonal

## Kapcsolódó állomások
A vasútállomáshoz az alábbi állomások vannak a legközelebb:
- Gare de Saint-Pierre-des-Corps (Gare de Bordeaux-Saint-Jean, Párizs–Bordeaux-vasútvonal)
- Gare de Noizay (Paris Gare d’Austerlitz, Párizs–Bordeaux-vasútvonal)